# Kurt Rosenfeld

Kurt Rosenfeld

Kurt Rosenfeld (* 1. Februar 1877 in Marienwerder; † 25. September 1943 in New York, USA) war ein deutscher sozialistischer Politiker und Anwalt.

## Leben

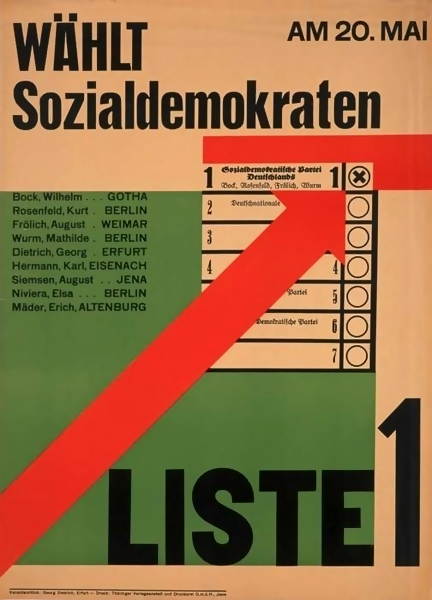
Wahlplakat der SPD, Wilhelm Bock, Kurt Rosenfeld, August Frölich, Mathilde Wurm, Georg Dietrich, Karl Hermann, August Siemsen, Elsa Niviera, Erich Mäder

Rosenfeld wurde in eine jüdische Familie in der Provinz Westpreußen geboren. Er studierte von 1896 bis 1899 Jura und Nationalökonomie an den Universitäten in Freiburg im Breisgau (hier unter anderem bei Max Weber) und Berlin, während des erfolgreich mit einer rechtswissenschaftlichen Promotion abgeschlossenen Studiums trat er der SPD bei. 1905 ließ er sich als Rechtsanwalt in Berlin nieder, wo er von 1910 bis 1920 als sozialdemokratischer Stadtverordneter fungierte, in politischen Prozessen vertrat er unter anderem Rosa Luxemburg, Kurt Eisner und Georg Ledebour. Bei der Reichstagswahl 1912 kandidierte er im Reichstagswahlkreis Fürstentum Schwarzburg-Sondershausen unterlag aber Mandatsinhaber Felix Bärwinkel in der Stichwahl.
Von 1914 bis 1918 nahm Rosenfeld am Ersten Weltkrieg teil, als Gegner der sozialdemokratischen Burgfriedenspolitik zählte er 1917 zu den Mitbegründern der USPD. Nach der Novemberrevolution amtierte Rosenfeld kurzzeitig vom November 1918 bis zum Januar 1919 als preußischer Justizminister und wurde 1919 in die preußische Verfassunggebende Landesversammlung gewählt, 1920 in den Reichstag, dem er bis 1932 angehörte. Der Weimarer Nationalversammlung gehörte er als Nachrücker für den verstorbenen Abgeordneten Emanuel Wurm vom 3. Mai 1920 bis zu deren Auflösung am 21. Mai 1920 an.
1922 zählte Rosenfeld zusammen mit Theodor Liebknecht und Georg Ledebour zu den bekanntesten Gegnern des Zusammenschlusses der USPD mit der SPD, im Unterschied zu Liebknecht und Ledebour schloss Rosenfeld sich aber dennoch wieder der Sozialdemokratie an. In Reichstagsfraktion und Partei zählte Rosenfeld gemeinsam mit Paul Levi und Max Seydewitz zu den führenden Vertretern der SPD-Linken, ab 1927 arbeitete er am Klassenkampf, der theoretischen Zeitschrift der marxistischen Linken in der SPD mit. Als Anwalt vertrat Rosenfeld in dieser Zeit unter anderem Carl von Ossietzky, vor allem im Weltbühne-Prozess 1931.
Im September 1931 wurde Rosenfeld wegen des Bruches der Fraktionsdisziplin bei einer Abstimmung im Reichstag aus der SPD ausgeschlossen, gemeinsam mit Seydewitz war er Gründer und bis 1933 Co-Vorsitzender der SAPD. Im Frühjahr 1933 trat Rosenfeld aus der SAPD aus und forderte die Mitglieder auf, sich der KPD anzuschließen. Im gleichen Jahr gründete er in Paris die antifaschistische Nachrichtenorganisation Agence Impress. Nach dem Reichstagsbrand emigrierte er zunächst nach Frankreich, dann in die USA, dort gab er zusammen mit Gerhart Eisler die Exilzeitschrift The German-American heraus, war Präsident der German American Emergency Conference und setzte sich sehr aktiv für die Einheit aller deutschen und deutschsprachigen Hitlergegner auf dem amerikanischen Kontinent ein.
Am 29. März 1934 veröffentlichte der Deutsche Reichsanzeiger die zweite Ausbürgerungsliste des Deutschen Reichs, durch welche er ausgebürgert wurde.
Seit 1943 war er Mitglied des Ehrenpräsidiums des Lateinamerikanischen Komitees der Freien Deutschen. Daneben war er auch im Exil weiterhin als Anwalt tätig.

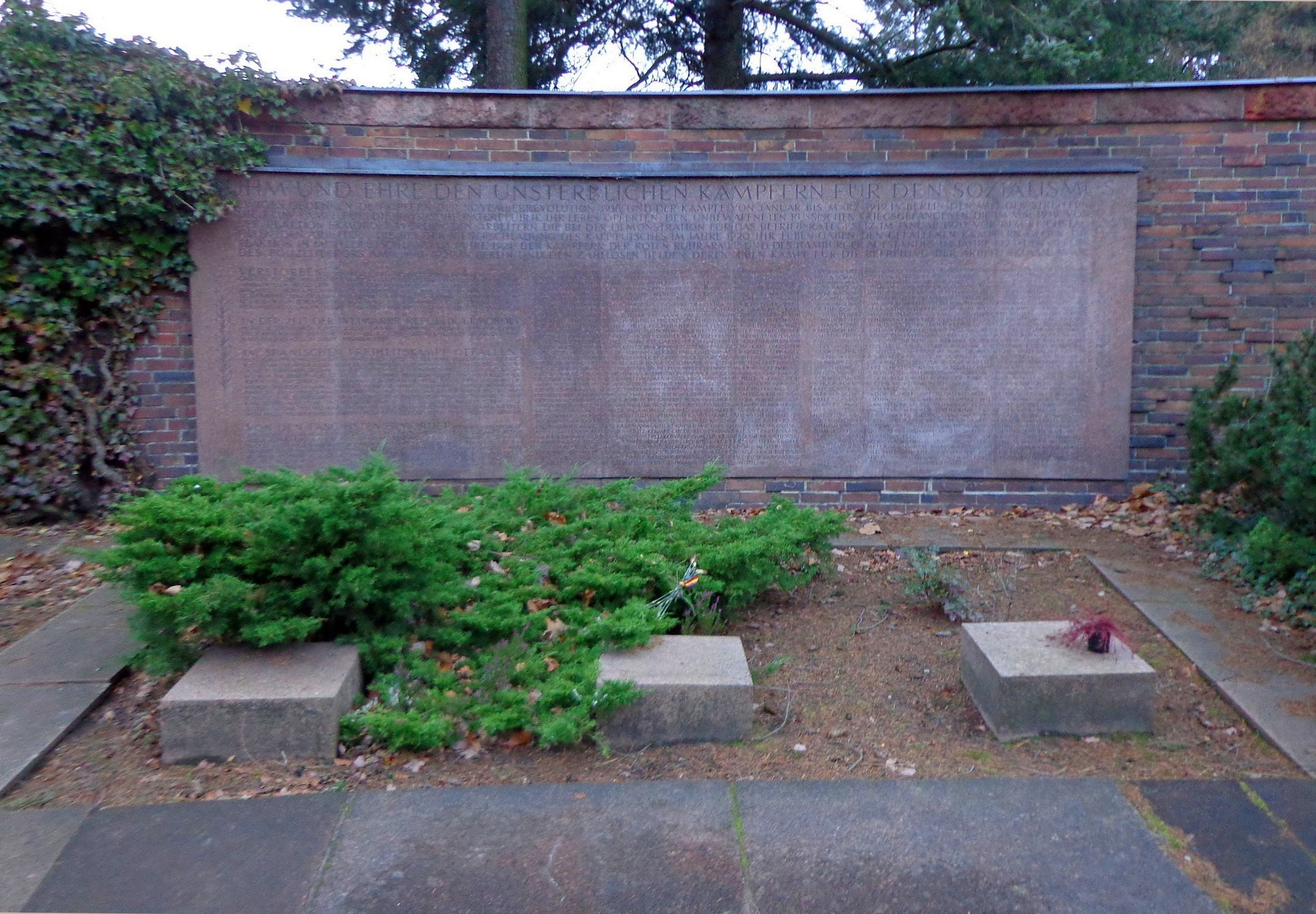
Gedenkstätte der Sozialisten, Porphyr-Gedenktafel an der Ringmauer mit Urnensammelgrab

Nach dem Zweiten Weltkrieg wurde seine Urne nach Berlin überführt und auf dem Zentralfriedhof Friedrichsfelde in der Gedenkstätte der Sozialisten (Urnensammelgrab bei der großen Porphyr-Gedenktafel auf der rechten Seite der Ringmauer) beigesetzt.